# Giải bóng đá Vô địch Quốc gia 2018
Giải bóng đá Vô địch Quốc gia 2018, tên gọi chính thức là Giải bóng đá Vô địch Quốc gia Nuti Cafe 2018 (Nuti Cafe V.League 1 – 2018) vì lý do tài trợ, là mùa giải chuyên nghiệp thứ 18 và là mùa giải thứ 35 của Giải bóng đá Vô địch Quốc gia, giải đấu bóng đá hạng cao nhất Việt Nam. Mùa giải bắt đầu từ ngày 10 tháng 3 năm 2018 và kết thúc vào ngày 8 tháng 10 năm 2018 với 14 đội bóng tham dự.

## Thay đổi trước mùa giải

### Thay đổi đội bóng
| Thăng hạng từ V.League 2 - 2017 - Nam Định | Xuống hạng đến V.League 2 - 2018 - Long An |

### Thay đổi điều lệ
Mùa giải 2018 sẽ có 1,5 suất xuống hạng. Đội xếp thứ 14 chung cuộc sẽ trực tiếp xuống hạng đến V.League 2 2019, trong khi đội xếp thứ 13 chung cuộc sẽ tham gia trận play-off cùng với đội đứng thứ 2 tại V.League 2 2018 để xác định đội thi đấu tại V.League mùa giải sau.
Giải đấu sẽ tiếp tục vận hành theo quy tắc "2 + 1", nghĩa là mỗi đội sẽ được sử dụng 2 cầu thủ nước ngoài và 1 cầu thủ nhập quốc tịch Việt Nam. Riêng hai câu lạc bộ FLC Thanh Hóa và Sông Lam Nghệ An sẽ được phép có thêm 1 cầu thủ châu Á để tham dự Cúp AFC.

### Thay đổi về truyền thông
V.League 2018 đã có fanpage chính thức được VPF xây dựng và quản lí. Đồng thời, 14/14 câu lạc bộ cũng đã có các fanpage chính thức riêng.

## Các đội tham dự

### Sân vận động
| Đội                           | Địa điểm              | Sân nhà      | Sức chứa |
| ----------------------------- | --------------------- | ------------ | -------- |
| Becamex Bình Dương            | Thủ Dầu Một           | Gò Đậu Vinh* | 18.000   |
| FLC Thanh Hóa                 | Thanh Hóa             | Thanh Hóa    | 20.000   |
| Hà Nội                        | Hà Nội                | Hàng Đẫy     | 25.000   |
| Hải Phòng                     | Hải Phòng             | Lạch Tray    | 30.000   |
| Hoàng Anh Gia Lai             | Pleiku                | Pleiku       | 12.000   |
| Nam Định                      | Nam Định              | Thiên Trường | 30.000   |
| Quảng Nam                     | Tam Kỳ                | Tam Kỳ       | 15.000   |
| Sài Gòn                       | Thành phố Hồ Chí Minh | Thống Nhất   | 25.000   |
| Sanna Khánh Hòa Biển Việt Nam | Nha Trang             | Nha Trang    | 25.000   |
| SHB Đà Nẵng                   | Đà Nẵng               | Hòa Xuân     | 20.000   |
| Sông Lam Nghệ An              | Vinh                  | Vinh         | 18.000   |
| Than Quảng Ninh               | Cẩm Phả               | Cẩm Phả      | 20.000   |
| Thành phố Hồ Chí Minh         | Thành phố Hồ Chí Minh | Thống Nhất   | 25.000   |
| Xổ số kiến thiết Cần Thơ      | Cần Thơ               | Cần Thơ      | 50.000   |

*Becamex Bình Dương sử dụng sân vận động Vinh tại vòng 14 trong trận gặp Sông Lam Nghệ An vì tình hình an ninh tại Thủ Dầu Một không ổn định.

### Nhân sự, nhà tài trợ và áo đấu
| Đội bóng                      | Huấn luyện viên    | Đội trưởng        | Nhà sản xuất áo đấu    | Nhà tài trợ chính        |
| ----------------------------- | ------------------ | ----------------- | ---------------------- | ------------------------ |
| Becamex Bình Dương            | Trần Minh Chiến    | Nguyễn Anh Đức    | Kappa                  | Becamex IDC              |
| FLC Thanh Hóa                 | Nguyễn Đức Thắng   | Pape Omar Faye    | Mitre                  | FLC Group                |
| Hà Nội                        | Chu Đình Nghiêm    | Nguyễn Văn Quyết  | Kappa                  | Siam Cement Group (SCG)  |
| Hải Phòng                     | Trương Việt Hoàng  | Lê Văn Phú        | Mitre                  | Asanzo                   |
| Hoàng Anh Gia Lai             | Dương Minh Ninh    | Lương Xuân Trường | Mizuno                 | VPMilk                   |
| Nam Định                      | Nguyễn Văn Sỹ      | Nguyễn Hữu Định   | VNAsport               | VISCOTONE                |
| Quảng Nam                     | Hoàng Văn Phúc     | Đinh Thanh Trung  | Jogarbola              | batdongsan.com           |
| Sài Gòn                       | Nguyễn Thành Công  | Nguyễn Ngọc Duy   | Kamito                 | LienVietPostBank         |
| Sanna Khánh Hòa Biển Việt Nam | Võ Đình Tân        | Chaher Zarour     | Câu lạc bộ tự sản xuất | Sanest                   |
| SHB Đà Nẵng                   | Nguyễn Minh Phương | Đỗ Merlo          | Câu lạc bộ tự sản xuất | SHB                      |
| Sông Lam Nghệ An              | Nguyễn Đức Thắng   | Trần Nguyên Mạnh  | Mitre                  | Bac A Bank               |
| Than Quảng Ninh               | Phan Thanh Hùng    | Huỳnh Tuấn Linh   | Joma                   | Vinacomin                |
| Thành phố Hồ Chí Minh         | Toshiya Miura      | Trương Đình Luật  | Mizuno                 | Acecook, CityLand        |
| Xổ số kiến thiết Cần Thơ      | Đinh Hồng Vinh     | Tô Vĩnh Lợi       | KeepDri                | Xổ số kiến thiết Cần Thơ |

### Thay đổi huấn luyện viên
| Đội bóng                 | Huấn luyện viên đi | Hình thức    | Ngày đi              | Vị trí xếp hạng | Huấn luyện viên đến | Ngày đến             |
| ------------------------ | ------------------ | ------------ | -------------------- | --------------- | ------------------- | -------------------- |
| FLC Thanh Hóa            | Ljupko Petrović    | Từ chức      | 28 tháng 11 năm 2017 | Trước mùa giải  | Marian Mihail       | 15 tháng 12 năm 2017 |
| SHB Đà Nẵng              | Lê Huỳnh Đức       | Từ chức      | 25 tháng 11 năm 2017 | Trước mùa giải  | Nguyễn Minh Phương  | 28 tháng 12 năm 2017 |
| Xổ số kiến thiết Cần Thơ | Vũ Quang Bảo       | Sa thải      | 25 tháng 11 năm 2017 | Trước mùa giải  | Đinh Hồng Vinh      | 25 tháng 12 năm 2017 |
| Sài Gòn                  | Nguyễn Đức Thắng   | Hết hợp đồng | 31 tháng 1 năm 2018  | Trước mùa giải  | Phan Văn Tài Em     | 31 tháng 1 năm 2018  |
| Thành phố Hồ Chí Minh    | Lư Đình Tuấn       | Giáng cấp    | 8 tháng 11 năm 2017  | Trước mùa giải  | Miura Toshiya       | 25 tháng 12 năm 2017 |
| Becamex Bình Dương       | Trần Bình Sự       | Hết hợp đồng | 25 tháng 11 năm 2017 | Trước mùa giải  | Trần Minh Chiến     | 26 tháng 12 năm 2017 |
| FLC Thanh Hóa            | Marian Mihail      | Từ chức      | 5 tháng 4 năm 2018   | Thứ 7           | Hoàng Thanh Tùng    | 5 tháng 4 năm 2018   |
| FLC Thanh Hóa            | Hoàng Thanh Tùng   | Giáng cấp    | 3 tháng 5 năm 2018   | Thứ 6           | Nguyễn Đức Thắng    | 3 tháng 5 năm 2018   |
| Sài Gòn                  | Phan Văn Tài Em    | Từ chức      | 28 tháng 6 năm 2018  | Thứ 14          | Nguyễn Thành Công   | 29 tháng 6 năm 2018  |
| Xổ số kiến thiết Cần Thơ | Đinh Hồng Vinh     | Từ chức      | 26 tháng 7 năm 2018  | Thứ 14          | Vũ Quang Bảo        | 31 tháng 7 năm 2018  |

### Cầu thủ nước ngoài
| Câu lạc bộ                    | Cầu thủ 1           | Cầu thủ 2       | Cầu thủ châu Á | Cầu thủ nhập tịch         | Cầu thủ cũ 1                                       |
| ----------------------------- | ------------------- | --------------- | -------------- | ------------------------- | -------------------------------------------------- |
| Becamex Bình Dương            | Chinedu Udoka       | Ali Rabo        |                | → Đinh Hoàng Max          | Romario Kortzorg Alexandros Tanidis                |
| FLC Thanh Hóa                 | Pape Omar Faye      | Rimario Gordon  |                | → Nguyễn Van Bakel        | Karube Ryutaro Edward Ofere                        |
| Hà Nội                        | Moses Oloya         | Oseni Ganiyu    |                | → Hoàng Vũ Samson         |                                                    |
| Hải Phòng                     | Diego Fagan         | Errol Stevens   |                | → Lê Văn Phú              |                                                    |
| Thành phố Hồ Chí Minh         | Matías Jadue        | Marclei         |                | → Huỳnh Kesley Alves      | Gustavo INJ Paulo Tavares Gonzalo Marronkle        |
| Hoàng Anh Gia Lai             | Josip Zeba          | Osmar           |                |                           | Kim Jin-seo Rimario Gordon                         |
| Nam Định                      | Romario Kortzorg    | Diogo Pereira   |                | → Nguyễn Quốc Thiện Esele | Neil Benjamin Alex Rafael Henry Shackiel           |
| Quảng Nam                     | Douglas Tardin      | Oliveira        |                | → Nguyễn Trung Đại Lộc    | Wander Luiz Claudecir INJ → Nguyễn Trung Đại Dương |
| Sài Gòn                       | Dominique Da Sylva  | Marvin Ogunjimi |                | → Trần Trung Hiếu         | Dugary Ndabashinze → Lê Văn Tân                    |
| Sanna Khánh Hòa Biển Việt Nam | Chaher Zarour       | Youssouf Touré  |                |                           |                                                    |
| Sông Lam Nghệ An              | Michael Olaha       | Jeremie Lynch   |                |                           | Osmar                                              |
| SHB Đà Nẵng                   | Kouassi Yao Hermann | Louis Epassi    |                | → Đỗ Merlo                | Diogo Pereira                                      |
| Than Quảng Ninh               | Eydison             | Joel Vinicius   |                |                           | → Trần Trung Hiếu                                  |
| Xổ số kiến thiết Cần Thơ      | Wander Luiz         | Patiyo Tambwe   |                | → Hoàng Vissai            | Rod Dyachenko                                      |

- ^1  Các cầu thủ nước ngoài đã rời khỏi câu lạc bộ của họ sau lượt đi hoặc được thay thế vì chấn thương, vì xuống phong độ.
- ^INJ  Các cầu thủ nước ngoài đã rời khỏi câu lạc bộ do chấn thương.

## Bảng xếp hạng
| VT | Đội                          | ST | T  | H  | B  | BT | BB | HS  | Đ  | Giành quyền tham dự hoặc xuống hạng              |
| -- | ---------------------------- | -- | -- | -- | -- | -- | -- | --- | -- | ------------------------------------------------ |
| 1  | Hà Nội (C)                   | 26 | 20 | 4  | 2  | 72 | 30 | +42 | 64 | Lọt vào vòng sơ loại 2 AFC Champions League 2019 |
| 2  | Thanh Hóa                    | 26 | 13 | 7  | 6  | 43 | 29 | +14 | 46 |                                                  |
| 3  | Sanna Khánh Hòa BVN          | 26 | 11 | 10 | 5  | 33 | 27 | +6  | 43 |                                                  |
| 4  | Sông Lam Nghệ An             | 26 | 12 | 6  | 8  | 38 | 32 | +6  | 42 |                                                  |
| 5  | Than Quảng Ninh              | 26 | 9  | 8  | 9  | 40 | 39 | +1  | 35 |                                                  |
| 6  | Hải Phòng                    | 26 | 9  | 7  | 10 | 26 | 26 | 0   | 34 |                                                  |
| 7  | Becamex Bình Dương           | 26 | 7  | 12 | 7  | 39 | 36 | +3  | 33 | Lọt vào vòng bảng Cúp AFC 2019                   |
| 8  | Sài Gòn                      | 26 | 9  | 4  | 13 | 38 | 42 | −4  | 31 |                                                  |
| 9  | SHB Đà Nẵng                  | 26 | 8  | 7  | 11 | 38 | 49 | −11 | 31 |                                                  |
| 10 | Hoàng Anh Gia Lai            | 26 | 8  | 7  | 11 | 41 | 53 | −12 | 31 |                                                  |
| 11 | Quảng Nam                    | 26 | 7  | 10 | 9  | 37 | 45 | −8  | 31 |                                                  |
| 12 | Thành phố Hồ Chí Minh        | 26 | 7  | 6  | 13 | 37 | 45 | −8  | 27 |                                                  |
| 13 | Nam Định (O)                 | 26 | 5  | 9  | 12 | 33 | 45 | −12 | 24 | Tham dự trận play-off                            |
| 14 | Xổ số kiến thiết Cần Thơ (R) | 26 | 4  | 9  | 13 | 26 | 43 | −17 | 21 | Xuống hạng V.League 2 2019                       |

1. ↑  Nếu Hà Nội không thể lọt vào vòng bảng AFC Champions League, họ sẽ tham dự vòng bảng Cúp AFC.
2. ↑  Becamex Bình Dương lọt vào Cúp AFC 2019 với tư cách là nhà vô địch Cúp Quốc gia 2018.
3. 1 2 3 4  Điểm đối đầu: Sài Gòn 10, SHB Đà Nẵng 10, Hoàng Anh Gia Lai 7, Quảng Nam 6. Hiệu số bàn thắng thua đối đầu: Sài Gòn +4, SHB Đà Nẵng 0.

## Lịch thi đấu và kết quả

### Tóm tắt kết quả
| Nhà \ Khách         | BDFC | THFC | HNFC | HPFC | HAGL | HCMC | NDFC | QNFC | SGFC | KHFC | SLNA | DNFC | THQN | CTFC |
| ------------------- | ---- | ---- | ---- | ---- | ---- | ---- | ---- | ---- | ---- | ---- | ---- | ---- | ---- | ---- |
| Becamex Bình Dương  |      | 3–3  | 1–1  | 2–1  | 4–1  | 1–1  | 2–1  | 3–1  | 5–1  | 0–3  | 1–2  | 4–1  | 1–1  | 1–0  |
| FLC Thanh Hóa       | 3–1  |      | 2–3  | 2–0  | 0–1  | 1–0  | 2–2  | 5–0  | 1–1  | 1–0  | 1–0  | 1–0  | 1–1  | 1–1  |
| Hà Nội              | 2–0  | 4–3  |      | 1–0  | 5–0  | 6–3  | 3–3  | 2–1  | 1–1  | 4–0  | 2–0  | 5–2  | 4–1  | 3–0  |
| Hải Phòng           | 1–1  | 2–0  | 1–0  |      | 1–1  | 2–0  | 1–1  | 0–2  | 1–0  | 3–0  | 2–3  | 3–2  | 0–1  | 0–1  |
| Hoàng Anh Gia Lai   | 0–0  | 0–3  | 3–5  | 0–0  |      | 2–2  | 3–2  | 2–3  | 3–2  | 2–4  | 1–0  | 2–0  | 4–0  | 3–1  |
| TP. Hồ Chí Minh     | 1–1  | 1–2  | 1–4  | 0–1  | 5–3  |      | 1–2  | 0–0  | 5–0  | 1–0  | 0–2  | 4–2  | 2–1  | 3–3  |
| Nam Định            | 2–1  | 1–1  | 0–2  | 0–1  | 0–2  | 1–3  |      | 1–1  | 1–0  | 1–2  | 2–3  | 4–2  | 1–1  | 0–0  |
| Quảng Nam           | 4–4  | 1–0  | 0–1  | 1–1  | 2–2  | 2–1  | 5–2  |      | 1–1  | 0–0  | 1–1  | 2–2  | 2–3  | 1–0  |
| Sài Gòn             | 2–0  | 0–1  | 5–2  | 0–1  | 3–1  | 1–2  | 1–0  | 4–1  |      | 1–1  | 2–1  | 1–0  | 1–2  | 1–2  |
| Sanna Khánh Hòa BVN | 1–1  | 3–1  | 1–1  | 0–0  | 1–1  | 2–0  | 2–2  | 2–2  | 2–1  |      | 1–2  | 0–0  | 1–0  | 2–1  |
| Sông Lam Nghệ An    | 0–0  | 0–1  | 1–2  | 1–0  | 3–1  | 1–0  | 0–1  | 2–1  | 3–2  | 0–1  |      | 3–1  | 2–2  | 1–0  |
| SHB Đà Nẵng         | 0–0  | 3–3  | 0–4  | 2–1  | 2–1  | 3–0  | 4–2  | 2–1  | 3–2  | 0–0  | 2–2  |      | 3–2  | 2–1  |
| Than Quảng Ninh     | 1–1  | 1–3  | 1–2  | 3–3  | 3–0  | 1–0  | 1–0  | 3–0  | 1–2  | 1–2  | 2–2  | 1–0  |      | 5–1  |
| XSKT Cần Thơ        | 2–1  | 0–1  | 0–3  | 2–0  | 2–2  | 1–1  | 1–1  | 1–2  | 1–3  | 1–2  | 3–3  | 0–0  | 1–1  |      |

### Vị trí các đội qua các vòng đấu
| Đội ╲ Vòng          | 1                  | 2  | 3  | 4  | 5  | 6  | 7  | 8  | 9  | 10 | 11 | 12 | 13 | 14 | 15 | 16 | 17 | 18 | 19 | 20 | 21 | 22 | 23 | 24 | 25 | 26 |   |
| ------------------- | ------------------ | -- | -- | -- | -- | -- | -- | -- | -- | -- | -- | -- | -- | -- | -- | -- | -- | -- | -- | -- | -- | -- | -- | -- | -- | -- | - |
| Đội ╲ Vòng          | Becamex Bình Dương | 6  | 3  | 4  | 8  | 9  | 9  | 4  | 3  | 3  | 3  | 3  | 4  | 4  | 6  | 8  | 9  | 9  | 10 | 8  | 7  | 8  | 8  | 6  | 6  | 9  | 7 |
| FLC Thanh Hóa       | 9                  | 5  | 9  | 7  | 6  | 6  | 7  | 5  | 8  | 9  | 9  | 10 | 8  | 8  | 5  | 2  | 3  | 3  | 3  | 4  | 3  | 4  | 3  | 3  | 2  | 2  |   |
| Hà Nội              | 2                  | 1  | 2  | 1  | 1  | 1  | 1  | 1  | 1  | 1  | 1  | 1  | 1  | 1  | 1  | 1  | 1  | 1  | 1  | 1  | 1  | 1  | 1  | 1  | 1  | 1  |   |
| Hải Phòng           | 13                 | 11 | 6  | 11 | 13 | 10 | 6  | 7  | 5  | 6  | 6  | 3  | 5  | 3  | 4  | 5  | 7  | 7  | 7  | 8  | 9  | 7  | 8  | 7  | 8  | 6  |   |
| Hoàng Anh Gia Lai   | 5                  | 7  | 11 | 9  | 11 | 8  | 9  | 9  | 7  | 4  | 4  | 6  | 7  | 9  | 7  | 6  | 5  | 6  | 6  | 6  | 7  | 9  | 10 | 9  | 7  | 10 |   |
| TP Hồ Chí Minh      | 12                 | 13 | 10 | 6  | 4  | 4  | 8  | 11 | 11 | 11 | 11 | 11 | 11 | 13 | 14 | 13 | 14 | 14 | 11 | 11 | 12 | 11 | 9  | 11 | 12 | 12 |   |
| Nam Định            | 7                  | 10 | 14 | 14 | 14 | 14 | 14 | 14 | 14 | 14 | 14 | 14 | 14 | 14 | 13 | 12 | 13 | 13 | 12 | 13 | 13 | 13 | 13 | 13 | 13 | 13 |   |
| Quảng Nam           | 4                  | 8  | 5  | 12 | 7  | 7  | 10 | 10 | 9  | 7  | 5  | 7  | 6  | 5  | 6  | 7  | 8  | 8  | 9  | 9  | 6  | 6  | 7  | 8  | 6  | 11 |   |
| Sài Gòn             | 3                  | 9  | 13 | 13 | 12 | 13 | 12 | 12 | 12 | 13 | 13 | 12 | 13 | 12 | 12 | 14 | 12 | 12 | 14 | 12 | 11 | 12 | 12 | 12 | 10 | 8  |   |
| Sanna Khánh Hòa BVN | 10                 | 4  | 3  | 3  | 3  | 3  | 3  | 4  | 6  | 6  | 8  | 5  | 3  | 4  | 3  | 3  | 2  | 2  | 2  | 2  | 2  | 2  | 2  | 2  | 3  | 3  |   |
| Sông Lam Nghệ An    | 11                 | 14 | 12 | 10 | 10 | 12 | 13 | 13 | 13 | 12 | 12 | 13 | 12 | 11 | 10 | 8  | 6  | 5  | 5  | 3  | 4  | 3  | 4  | 4  | 4  | 4  |   |
| SHB Đà Nẵng         | 14                 | 6  | 7  | 4  | 8  | 11 | 11 | 8  | 10 | 10 | 10 | 8  | 9  | 7  | 9  | 10 | 10 | 9  | 10 | 10 | 10 | 10 | 11 | 10 | 11 | 9  |   |
| Than Quảng Ninh     | 1                  | 2  | 1  | 2  | 2  | 2  | 2  | 2  | 2  | 2  | 2  | 2  | 2  | 2  | 2  | 4  | 4  | 4  | 4  | 5  | 5  | 5  | 5  | 5  | 5  | 5  |   |
| XSKT Cần Thơ        | 8                  | 12 | 8  | 5  | 5  | 5  | 5  | 6  | 4  | 5  | 7  | 8  | 10 | 10 | 11 | 11 | 11 | 11 | 13 | 14 | 14 | 14 | 14 | 14 | 14 | 14 |   |

### Tiến trình mùa giải
| Đội \ Vòng đấu | 1 | 2 | 3 | 4 | 5 | 6 | 7 | 8 | 9 | 10 | 11 | 12 | 13 | 14 | 15 | 16 | 17 | 18 | 19 | 20 | 21 | 22 | 23 | 24 | 25 | 26 |
| -------------- | - | - | - | - | - | - | - | - | - | -- | -- | -- | -- | -- | -- | -- | -- | -- | -- | -- | -- | -- | -- | -- | -- | -- |
| Bình Dương     | D | W | L | D | D | D | W | W | D | W  | D  | L  | D  | L  | L  | D  | D  | D  | D  | W  | L  | D  | W  | L  | L  | W  |
| Thanh Hóa      | L | W | L | W | D | D | D | W | L | L  | D  | L  | W  | W  | W  | W  | D  | W  | D  | L  | W  | D  | W  | W  | W  | W  |
| Hà Nội         | W | W | W | D | W | D | W | W | W | W  | W  | W  | W  | L  | W  | W  | W  | W  | D  | W  | W  | D  | W  | W  | W  | L  |
| Hải Phòng      | L | D | W | L | L | W | W | L | W | L  | W  | W  | L  | W  | D  | L  | L  | L  | D  | D  | D  | W  | D  | L  | D  | W  |
| Gia Lai        | D | D | L | W | L | W | D | D | W | W  | D  | L  | L  | L  | W  | W  | D  | L  | W  | L  | L  | L  | L  | W  | D  | L  |
| TP Hồ Chí Minh | L | L | W | W | W | L | L | L | L | D  | D  | D  | D  | L  | L  | D  | D  | L  | W  | W  | L  | W  | W  | L  | L  | L  |
| Nam Định       | D | L | L | L | L | L | W | L | L | D  | D  | L  | W  | D  | W  | W  | L  | L  | D  | D  | L  | D  | D  | L  | W  | D  |
| Quảng Nam      | D | L | W | L | W | D | L | D | W | D  | W  | L  | W  | D  | D  | L  | D  | D  | L  | D  | W  | W  | L  | L  | D  | L  |
| Sài Gòn        | D | L | L | L | W | D | D | D | L | L  | L  | W  | L  | W  | L  | L  | W  | L  | L  | W  | W  | L  | L  | W  | W  | W  |
| Khánh Hòa      | W | W | D | L | W | D | D | D | L | D  | L  | W  | W  | D  | W  | D  | W  | W  | W  | D  | W  | D  | D  | W  | L  | L  |
| Nghệ An        | W | L | D | L | D | D | L | D | L | L  | D  | L  | W  | W  | W  | W  | W  | W  | W  | W  | L  | W  | D  | L  | W  | W  |
| Đà Nẵng        | L | W | D | W | L | L | L | W | D | D  | D  | W  | L  | W  | L  | L  | D  | W  | L  | L  | W  | L  | D  | L  | D  | W  |
| Quảng Ninh     | W | W | D | W | L | W | D | L | W | W  | D  | W  | L  | D  | L  | L  | L  | W  | D  | L  | D  | D  | D  | W  | L  | L  |
| Cần Thơ        | D | L | W | W | D | D | D | D | W | D  | L  | D  | L  | L  | L  | D  | L  | L  | L  | L  | L  | L  | L  | W  | L  | D  |

Cập nhật lần cuối: 16 tháng 9 năm 2018
Nguồn: Vietnam Professional Football

## Play-off
Đội xếp thứ 13 của V.League 1 sẽ thi đấu với đội xếp thứ nhì của V.League 2 tại một địa điểm trung lập. Trong trường hợp hòa sau 90 phút thi đấu chính thức, hai đội sẽ đá luân lưu 11m để xác định đội thắng (không có hiệp phụ).

### Kết quả
| Nam Định                                                                          | 0–0      | Hà Nội B                                                     |
| --------------------------------------------------------------------------------- | -------- | ------------------------------------------------------------ |
|                                                                                   | Chi tiết |                                                              |
| Loạt sút luân lưu                                                                 |          |                                                              |
| Nguyễn Hạ Long · Nguyễn Hữu Định · Vũ Thế Vương · Nguyễn Đình Mạnh · Đinh Viết Tú | 5–3      | Phạm Tuấn Hải · Lê Văn Xuân · Lê Xuân Tú · Lý Công Hoàng Anh |

Nam Định thắng Hà Nội B và giành quyền thi đấu tại V.League 1 2019.

## Thống kê mùa giải

### Cầu thủ ghi bàn hàng đầu
Tính đến ngày 9 tháng 10 năm 2018 
| Xếp hạng | Cầu thủ            | Câu lạc bộ                    | Số bàn thắng |
| -------- | ------------------ | ----------------------------- | ------------ |
| 1        | Ganiyu Oseni       | Hà Nội                        | 17           |
| 2        | Nguyễn Tiến Linh   | Becamex Bình Dương            | 15           |
| 2        | Hoàng Vũ Samson    | Hà Nội                        | 15           |
| 2        | Eydison            | Than Quảng Ninh               | 15           |
| 5        | Youssouf Touré     | Sanna Khánh Hòa Biển Việt Nam | 14           |
| 6        | Wander Luiz        | Xổ số kiến thiết Cần Thơ      | 13           |
| 7        | Nguyễn Công Phượng | Hoàng Anh Gia Lai             | 12           |
| 8        | Da Sylva Dominique | Sài Gòn                       | 11           |
| 9        | Pape Omar Faye     | FLC Thanh Hóa                 | 10           |
| 9        | Patiyo Tambwe      | Xổ số kiến thiết Cần Thơ      | 10           |
| 11       | Nguyễn Quang Hải   | Hà Nội                        | 9            |
| 11       | Hà Đức Chinh       | SHB Đà Nẵng                   | 9            |
| 11       | Phan Văn Đức       | Sông Lam Nghệ An              | 9            |
| 11       | Joel Vinicius      | Than Quảng Ninh               | 9            |
| 11       | Matías Jadue       | Thành phố Hồ Chí Minh         | 9            |

### Cầu thủ kiến tạo hàng đầu
| Thứ tự | Cầu thủ          | Câu lạc bộ            | Kiến tạo |
| ------ | ---------------- | --------------------- | -------- |
| 1      | Nghiêm Xuân Tú   | Than Quảng Ninh       | 17       |
| 2      | Nguyễn Văn Quyết | Hà Nội                | 13       |
| 3      | Trần Phi Sơn     | Thành phố Hồ Chí Minh | 9        |
| 4      | Đỗ Hùng Dũng     | Hà Nội                | 8        |
| 5      | Lê Tấn Tài       | Becamex Bình Dương    | 7        |
| 5      | Pape Omar Faye   | FLC Thanh Hóa         | 7        |
| 6      | Nguyễn Quang Hải | Hà Nội                | 6        |

### Phản lưới nhà
| Cầu thủ             | Câu lạc bộ         | Đối thủ               | Vòng |
| ------------------- | ------------------ | --------------------- | ---- |
| Phạm Văn Thuận      | Nam Định           | Thành phố Hồ Chí Minh | 5    |
| Hồ Tấn Tài          | Becamex Bình Dương | FLC Thanh Hóa         | 5    |
| Thiago Papel        | Quảng Nam          | Becamex Bình Dương    | 7    |
| Trịnh Văn Lợi       | Hải Phòng          | Than Quảng Ninh       | 10   |
| Michael Olaha       | Sông Lam Nghệ An   | SHB Đà Nẵng           | 11   |
| Nguyễn Thanh Bình   | SHB Đà Nẵng        | Sông Lam Nghệ An      | 22   |
| Trần Hữu Đông Triều | Hoàng Anh Gia Lai  | Thành phố Hồ Chí Minh | 22   |

### Ghi hat-trick
| Cầu thủ                | Đội bóng              | Đối thủ               | Tỷ số   | Ngày                |
| ---------------------- | --------------------- | --------------------- | ------- | ------------------- |
| Ganiyu Bolayi Oseni    | Hà Nội                | SHB Đà Nẵng           | 0–4 (A) | 14 tháng 4 năm 2018 |
| Hà Minh Tuấn           | Quảng Nam             | Nam Định              | 5–2 (H) | 26 tháng 5 năm 2018 |
| Nguyễn Tiến Linh 4     | Becamex Bình Dương    | Sài Gòn               | 5–1(H)  | 29 tháng 5 năm 2018 |
| Teofilo Soares Eydison | Than Quảng Ninh       | Hoàng Anh Gia Lai     | 3–0 (H) | 9 tháng 6 năm 2018  |
| Da Sylva Dominique 4   | Sài Gòn               | Hà Nội                | 5–2 (H) | 17 tháng 6 năm 2018 |
| Hoàng Vũ Samson 4      | Hà Nội                | Thành phố Hồ Chí Minh | 6-3 (H) | 8 tháng 7 năm 2018  |
| Đinh Thanh Trung       | Quảng Nam             | Becamex Bình Dương    | 4–4 (H) | 8 tháng 7 năm 2018  |
| Nguyễn Tiến Linh       | Becamex Bình Dương    | Quảng Nam             | 4–4 (A) | 8 tháng 7 năm 2018  |
| Matías Jadue           | Thành phố Hồ Chí Minh | SHB Đà Nẵng           | 4–2 (H) | 14 tháng 7 năm 2018 |
| Rimario Gordon         | FLC Thanh Hóa         | Hoàng Anh Gia Lai     | 3–0 (A) | 9 tháng 9 năm 2018  |
| Nguyễn Hải Anh         | Thành phố Hồ Chí Minh | Sài Gòn               | 5–0 (H) | 19 tháng 9 năm 2018 |

- Ghi chú: 4: Ghi 4 bàn; (H) – Sân nhà; (A) – Sân khách

### Giữ sạch lưới
| Xếp hạng | Cầu thủ          | Câu lạc bộ                    | Giữ sạch lưới |
| -------- | ---------------- | ----------------------------- | ------------- |
| 1        | Nguyễn Văn Công  | Hà Nội                        | 8             |
| 2        | Đặng Văn Lâm     | Hải Phòng                     | 7             |
| 3        | Nguyễn Tuấn Mạnh | Sanna Khánh Hòa Biển Việt Nam | 6             |
| 3        | Huỳnh Tuấn Linh  | Than Quảng Ninh               | 6             |
| 4        | Phạm Văn Cường   | Quảng Nam                     | 5             |

## Tổng số khán giả

### Theo câu lạc bộ
| VT | Đội                      | Tổng số | Cao    | Thấp                                  | Trung bình | Thay đổi |
| -- | ------------------------ | ------- | ------ | ------------------------------------- | ---------- | -------- |
| 1  | Nam Định                 | 166.000 | 22.000 | 0*(cấm 1 trận sân nhà không khán giả) | 13.833     | +93,0%†  |
| 2  | Hà Nội                   | 78.000  | 20.000 | 9.000                                 | 9.192      | +48,4%†  |
| 3  | FLC Thanh Hóa            | 96.000  | 13.000 | 1.000                                 | 7.385      | 0,0%†    |
| 4  | Hoàng Anh Gia Lai        | 104.500 | 12.000 | 4.000                                 | 8.038      | −4,1%†   |
| 5  | Hải Phòng                | 82.000  | 21.000 | 2.000                                 | 6.308      | −14,6%†  |
| 6  | Sanna Khánh Hòa BVN      | 47.000  | 15.000 | 5.000                                 | 7.833      | +59,1%†  |
| 7  | SHB Đà Nẵng              | 52.000  | 13.000 | 4.000                                 | 7.429      | −8,0%†   |
| 8  | Sông Lam Nghệ An         | 40.500  | 10.000 | 2.500                                 | 6.750      | +58,1%†  |
| 9  | Quảng Nam                | 46.000  | 12.000 | 1.000                                 | 6.571      | +2,3%†   |
| 10 | TP. Hồ Chí Minh          | 36.000  | 12.000 | 2.000                                 | 6.000      | +20,0%†  |
| 11 | Than Quảng Ninh          | 42.000  | 8.000  | 5.000                                 | 6.000      | −12,4%†  |
| 12 | Becamex Bình Dương       | 41.500  | 18.000 | 2.000                                 | 5.929      | +71,3%†  |
| 13 | XSKT Cần Thơ             | 39.700  | 12.000 | 3.000                                 | 5.671      | +178,3%† |
| 14 | Sài Gòn                  | 32.000  | 12.000 | 1.000                                 | 4.571      | +35,0%†  |
|    | Tổng số khán giả cả giải | 719.200 | 22.000 | 1.000                                 | 7.903      | +41,3%†  |

Cập nhật lần cuối vào ngày 13 tháng 6 năm 2018
Nguồn: Vietnam Professional Football
Ghi chú:
† 
Các đội bóng tham dự V.League 2 ở mùa trước đó

### Theo vòng đấu
| Vòng đấu  | Tổng cộng | Số trận | Trung bình mỗi trận |
| --------- | --------- | ------- | ------------------- |
| Vòng 1    | 78,000    | 7       | 11,143              |
| Vòng 2    | 71,000    | 7       | 10,143              |
| Vòng 3    | 74,000    | 7       | 10,571              |
| Vòng 4    | 58,000    | 7       | 8,286               |
| Vòng 5    | 72,000    | 7       | 10,286              |
| Vòng 6    | 51,500    | 7       | 7,357               |
| Vòng 7    | 46,000    | 7       | 6,571               |
| Vòng 8    | 50,000    | 7       | 7,143               |
| Vòng 9    | 46,000    | 7       | 6,571               |
| Vòng 10   | 42,500    | 7       | 6,071               |
| Vòng 11   | 42,000    | 7       | 6,000               |
| Vòng 12   | 38,200    | 7       | 5,457               |
| Vòng 13   | 54,000    | 7       | 7,714               |
| Vòng 14   | 33,000    | 7       | 4,714               |
| Vòng 15   | 28,000    | 7       | 4,000               |
| Vòng 16   | 38,000    | 7       | 5,428               |
| Vòng 17   | 29,100    | 7       | 4,157               |
| Vòng 18   | 34,500    | 7       | 4,928               |
| Vòng 19   | 27,000    | 7       | 3,857               |
| Vòng 20   |           |         |                     |
|           |           |         |                     |
|           |           |         |                     |
|           |           |         |                     |
|           |           |         |                     |
|           |           |         |                     |
|           |           |         |                     |
| Tổng cộng | 912,800   | 133     | 6,863               |

### Số khán giả cao nhất
| Xếp hạng | Đội nhà            | Tỷ số | Đội khách                | Số khán giả | Ngày                | Sân vận động              |
| -------- | ------------------ | ----- | ------------------------ | ----------- | ------------------- | ------------------------- |
| 1        | Nam Định           | 0–0   | Xổ số kiến thiết Cần Thơ | 22,000      | 11 tháng 3 năm 2018 | Sân vận động Thiên Trường |
| 2        | Hải Phòng          | 1–1   | Hoàng Anh Gia Lai        | 21,000      | 17 tháng 3 năm 2018 | Sân vận động Lạch Tray    |
| 3        | Hà Nội             | 5–0   | Hoàng Anh Gia Lai        | 20,000      | 5 tháng 4 năm 2018  | Sân vận động Hàng Đẫy     |
| 4        | Becamex Bình Dương | 3–3   | FLC Thanh Hóa            | 18,000      | 15 tháng 4 năm 2018 | Sân vận động Gò Đậu       |
| 5        | Nam Định           | 0–1   | Hải Phòng                | 17,000      | 22 tháng 3 năm 2018 | Sân vận động Thiên Trường |
| 5        | Nam Định           | 0–2   | Hoàng Anh Gia Lai        | 17,000      | 28 tháng 9 năm 2018 | Sân vận động Thiên Trường |

## Các giải thưởng

### Giải thưởng tháng
| Tháng        | Câu lạc bộ của tháng | Huấn luyện viên của tháng | Huấn luyện viên của tháng | Cầu thủ của tháng      | Cầu thủ của tháng  | TK     |
| Tháng        | Câu lạc bộ của tháng | Huấn luyện viên           | Câu lạc bộ                | Cầu thủ                | Câu lạc bộ         | TK     |
| ------------ | -------------------- | ------------------------- | ------------------------- | ---------------------- | ------------------ | ------ |
| Tháng 3      | Than Quảng Ninh      | Phan Thanh Hùng           | Than Quảng Ninh           | Teofilo Soares Eydison | Than Quảng Ninh    | [ 12 ] |
| Tháng 4      | Hà Nội               | Chu Đình Nghiêm           | Hà Nội                    | Ganiyu Bolaji Oseni    | Hà Nội             | [ 13 ] |
| Tháng 5      | Hà Nội               | Trần Minh Chiến           | Becamex Bình Dương        | Nguyễn Tiến Linh       | Becamex Bình Dương | [ 14 ] |
| Tháng 6      | Hà Nội               | Nguyễn Đức Thắng          | FLC Thanh Hóa             | Nguyễn Quang Hải       | Hà Nội             | [ 15 ] |
| Tháng 7 và 8 | Sông Lam Nghệ An     | Nguyễn Đức Thắng          | Sông Lam Nghệ An          | Phan Văn Đức           | Sông Lam Nghệ An   | [ 16 ] |
| Tháng 9      | Hà Nội               | Chu Đình Nghiêm           | Hà Nội                    | Teofilo Soares Eydison | Than Quảng Ninh    | [ 17 ] |

#### Bàn thắng của tháng
| Tháng        | Cầu thủ ghi bàn    | Câu lạc bộ        | Đối đầu       | Sân vận động           | Ngày                | Tỷ lệ  |
| ------------ | ------------------ | ----------------- | ------------- | ---------------------- | ------------------- | ------ |
| Tháng 3      | Lương Xuân Trường  | Hoàng Anh Gia Lai | Hải Phòng     | Sân vận động Lạch Tray | 17 tháng 3 năm 2018 | 89,7 % |
| Tháng 4      | Hà Đức Chinh       | SHB Đà Nẵng       | Sài Gòn       | Sân vận động Hòa Xuân  | 1 tháng 4 năm 2018  | 57,3 % |
| Tháng 5      | Nguyễn Công Phượng | Hoàng Anh Gia Lai | FLC Thanh Hóa | Sân vận động Thanh Hóa | 30 tháng 5 năm 2018 | 87,6 % |
| Tháng 6      | Trần Minh Vương    | Hoàng Anh Gia Lai | Quảng Nam     | Sân vận động Pleiku    | 13 tháng 6 năm 2018 | 90,3 % |
| Tháng 7 và 8 | Vũ Thế Vương       | Nam Định          | Hà Nội        | Sân vận động Hà Nội    | 15 tháng 7 năm 2018 | 75,9 % |
| Tháng 9      | Phạm Văn Thuận     | Nam Định          | FLC Thanh Hóa | Sân vận động Thanh Hóa | 16 tháng 9 năm 2018 | 54,8 % |

### Giải thưởng chung cuộc
| Giải thưởng                    | Người chiến thắng | Câu lạc bộ |
| ------------------------------ | ----------------- | ---------- |
| Huấn luyện viên xuất sắc nhất  | Chu Đình Nghiêm   | Hà Nội     |
| Cầu thủ xuất sắc nhất          | Nguyễn Văn Quyết  | Hà Nội     |
| Vua phá lưới                   | Oseni Ganiyu      | Hà Nội     |
| Cầu thủ trẻ xuất sắc nhất      | Nguyễn Quang Hải  | Hà Nội     |
| Trọng tài xuất sắc nhất        | Ngô Duy Lân       |            |
| Trợ lý trọng tài xuất sắc nhất | Phạm Mạnh Long    |            |

| Đội hình của mùa giải                  | Đội hình của mùa giải                  | Đội hình của mùa giải                  | Đội hình của mùa giải                  | Đội hình của mùa giải                  | Đội hình của mùa giải                  | Đội hình của mùa giải           | Đội hình của mùa giải           | Đội hình của mùa giải           | Đội hình của mùa giải            | Đội hình của mùa giải            | Đội hình của mùa giải            |
| -------------------------------------- | -------------------------------------- | -------------------------------------- | -------------------------------------- | -------------------------------------- | -------------------------------------- | ------------------------------- | ------------------------------- | ------------------------------- | -------------------------------- | -------------------------------- | -------------------------------- |
| Đặng Văn Lâm (Hải Phòng)               |                                        |                                        |                                        |                                        |                                        |                                 |                                 |                                 |                                  |                                  |                                  |
| Vũ Văn Thanh (Hoàng Anh Gia Lai)       | Vũ Văn Thanh (Hoàng Anh Gia Lai)       | Vũ Văn Thanh (Hoàng Anh Gia Lai)       | Đỗ Duy Mạnh (Hà Nội)                   | Đỗ Duy Mạnh (Hà Nội)                   | Đỗ Duy Mạnh (Hà Nội)                   | Chaher Zarour (Sanna Khánh Hòa) | Chaher Zarour (Sanna Khánh Hòa) | Chaher Zarour (Sanna Khánh Hòa) | Đoàn Văn Hậu (Hà Nội)            | Đoàn Văn Hậu (Hà Nội)            | Đoàn Văn Hậu (Hà Nội)            |
| Nguyễn Quang Hải (Hà Nội)              | Nguyễn Quang Hải (Hà Nội)              | Nguyễn Quang Hải (Hà Nội)              | Ngô Hoàng Thịnh (FLC Thanh Hóa)        | Ngô Hoàng Thịnh (FLC Thanh Hóa)        | Ngô Hoàng Thịnh (FLC Thanh Hóa)        | Moses Oloya (Hà Nội)            | Moses Oloya (Hà Nội)            | Moses Oloya (Hà Nội)            | Nghiêm Xuân Tú (Than Quảng Ninh) | Nghiêm Xuân Tú (Than Quảng Ninh) | Nghiêm Xuân Tú (Than Quảng Ninh) |
| Nguyễn Công Phượng (Hoàng Anh Gia Lai) | Nguyễn Công Phượng (Hoàng Anh Gia Lai) | Nguyễn Công Phượng (Hoàng Anh Gia Lai) | Nguyễn Công Phượng (Hoàng Anh Gia Lai) | Nguyễn Công Phượng (Hoàng Anh Gia Lai) | Nguyễn Công Phượng (Hoàng Anh Gia Lai) | Nguyễn Văn Quyết (Hà Nội)       | Nguyễn Văn Quyết (Hà Nội)       | Nguyễn Văn Quyết (Hà Nội)       | Nguyễn Văn Quyết (Hà Nội)        | Nguyễn Văn Quyết (Hà Nội)        | Nguyễn Văn Quyết (Hà Nội)        |